# Зимаза
Зимаза (греч. ζύμη, «зиме» — закваска) — совокупность ферментов спиртового брожения (брожения сахаров), выделяемых дрожжами. Впервые зимаза была выделена из клеток дрожжей в 1897 году немецким химиком Эдуардом Бухнером, который впервые ферментировал сахар без участия живых клеток, за что получил в 1907 году Нобелевскую премию по химии.